# Santa Cruz Ojo de Agua
Santa Cruz Ojo de Agua är en ort i Mexiko.   Den ligger i kommunen Guevea de Humboldt och delstaten Oaxaca, i den sydöstra delen av landet, 500 km sydost om huvudstaden Mexico City. Santa Cruz Ojo de Agua ligger 668 meter över havet och antalet invånare är 378.
Terrängen runt Santa Cruz Ojo de Agua är lite bergig. Runt Santa Cruz Ojo de Agua är det glesbefolkat, med 11 invånare per kvadratkilometer. Närmaste större samhälle är Santa María Nativitas Coatlán, 18,9 km väster om Santa Cruz Ojo de Agua. I omgivningarna runt Santa Cruz Ojo de Agua växer huvudsakligen savannskog.